# Julien Falchero
Julien Falchero (ur. 2 marca 1997) – francuski kierowca wyścigowy.

## Życiorys
Po startach w kartingu, Falchero rozpoczął międzynarodową karierę w jednomiejscowych samochodach wyścigowych w 2015 roku od startów w V de V Challenge Monoplace, gdzie wygrał jeden wyścig i siedmiokrotnie stawał na podium. Zdobyte 474 punkty sklasyfikowały go na drugim miejscu. W latach 2015–2016 Francuz startował w seriach z cyklu Formuły Renault. W sezonie 2016 został sklasyfikowany na trzynastej pozycji w Europejskim Pucharze Formuły Renault 2.0 oraz Północnoeuropejskim Pucharze Formuły Renault 2.0.

## Wyniki

### Podsumowanie
| Sezon | Seria                                         | Zespół         | Wyścigi | Zwycięstwa | PP | NO | Podium | Punkty | Pozycja |
| ----- | --------------------------------------------- | -------------- | ------- | ---------- | -- | -- | ------ | ------ | ------- |
| 2015  | V de V Challenge Monoplace                    | GSK Grand Prix | 16      | 1          | 0  | 0  | 7      | 474    | 2       |
| 2015  | Alpejska Formuła Renault 2.0                  | GSK Grand Prix | 2       | 0          | 0  | 0  | 0      | 0      | NS      |
| 2015  | Europejski Puchar Formuły Renault 2.0         | GSK Grand Prix | 3       | 0          | 0  | 0  | 0      | 0      | NS      |
| 2015  | V de V Challenge Endurance Proto - Scratch    | CD Sport       | 1       | 0          | 0  | 0  | 0      | 0      | NS      |
| 2016  | Europejski Puchar Formuły Renault 2.0         | R-ace GP       | 15      | 0          | 0  | 0  | 0      | 32.5   | 13      |
| 2016  | Północnoeuropejski Puchar Formuły Renault 2.0 | R-ace GP       | 14      | 0          | 0  | 0  | 0      | 124    | 13      |